# Gore (album)
Pour les articles homonymes, voir Gore.
Albums de Deftones
Koi No Yokan
(2012) Ohms
(2020)
Singles
1. Prayers/Triangles
Sortie : 4 février 2016
2. Doomed User
Sortie : 17 mars 2016
3. Phantom Bride
Sortie : 8 juin 2016

Gore est le huitième album studio du groupe californien de nu metal Deftones sorti le 8 avril 2016 par Reprise Records.
Le lancement de l'album, prévu initialement pour le 18 septembre 2015, est finalement reporté au 8 avril 2016. Le premier single, Prayers/Triangles, est disponible sur iTunes depuis le 4 février 2016.

## Liste des chansons
Toutes les chansons sont écrites et composées par Deftones.
| No  | Titre                               | Durée |
| --- | ----------------------------------- | ----- |
| 1.  | Prayers/Triangles                   | 3:38  |
| 2.  | Acid Hologram                       | 4:03  |
| 3.  | Doomed User                         | 4:26  |
| 4.  | Geometric Headdress                 | 3:28  |
| 5.  | Hearts/Wires                        | 5:20  |
| 6.  | Pittura Infamante                   | 4:02  |
| 7.  | Xenon                               | 3:16  |
| 8.  | (L)mirl                             | 5:02  |
| 9.  | Gore                                | 4:58  |
| 10. | Phantom Bride (avec Jerry Cantrell) | 4:53  |
| 11. | Rubicon                             | 4:56  |